# Yonkoma

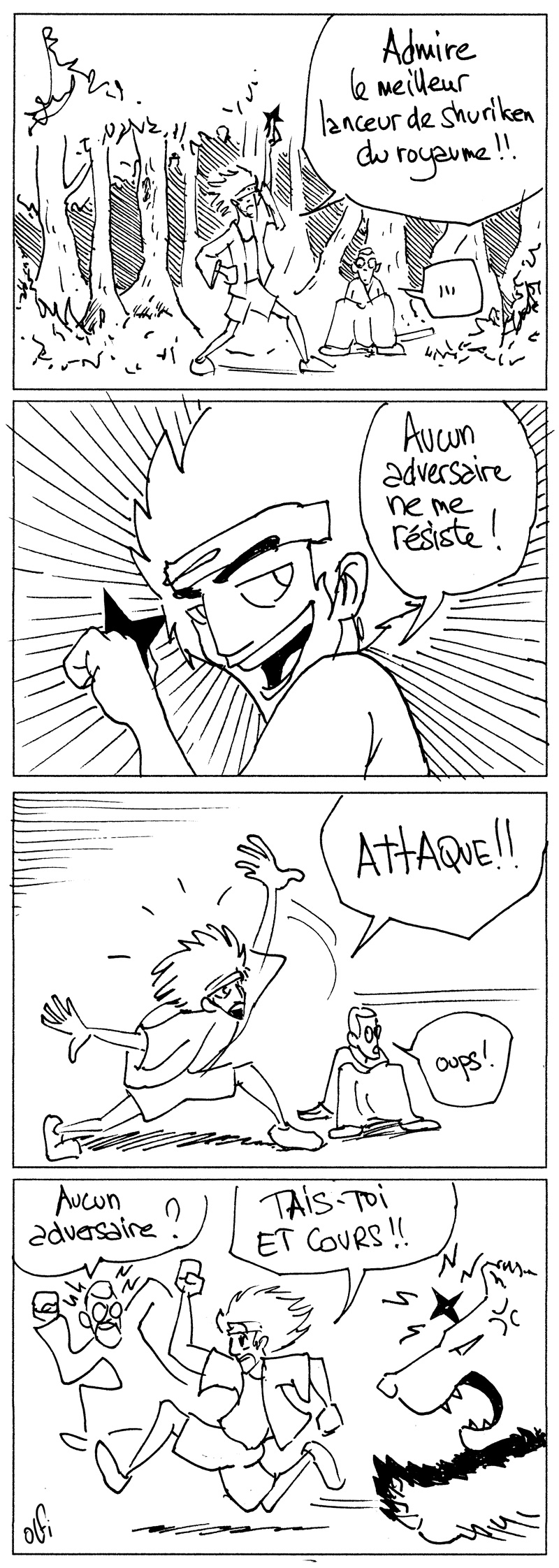
Exemple de Yonkoma.

Un yonkoma manga (4コマ漫画, litt. « manga en quatre cases ») est un type de manga en quatre cases disposées de manière verticale, à tendance le plus souvent humoristique. Il s’apparente au comic strip de la bande-dessinée américaine. Il prend ses origines dans la presse quotidienne japonaise. Les mangaka s'en servent beaucoup dans leurs parutions reliées car ils servent à combler les pages blanches en fin de chapitre qui correspondent à des pages de publicité dans les magazines de prépublication[réf. souhaitée].

## Structure
Traditionnellement, un yonkoma suit une structure connue sous le nom de Kishōtenketsu (起承転結). Ce terme vient de Chine ancienne et est composé des caractères chinois suivants :
- Ki (起?, lever), la première case est la base de l'histoire, elle plante le décor ;
- Shō (承?, soutenir), la deuxième case découle de la première et développe l'histoire ;
- Ten (転/轉?, changer/tourner/révolution), la troisième case est le point culminant, c'est dans celle-ci qu'un événement imprévu se produit ;
- Ketsu (結?, terminer), la quatrième case est la conclusion, prenant en compte le bouleversement de la troisième case.

## Œuvres
Liste non exhaustive de yonkoma célèbres :
- Azumanga daioh de Kiyohiko Azuma ;
- K-ON! de Kakifly ;
- Kotoura-san d'Enokizu ;
- Lucky☆Star de Kagami Yoshimizu ;
- Mes voisins les Yamada de Hisaichi Ishii.
- Hetalia de Hidekaz Himaruya.